# Verfassungen der UdSSR
Die Verfassungen der Union der Sozialistischen Sowjetrepubliken sind die drei 1924, 1936 und 1977 in der Sowjetunion erlassenen Verfassungen:
- Die sowjetische Verfassung von 1924 trat am 31. Januar 1924 in Kraft und bestand aus zwei Teilen: der Deklaration über die Gründung der UdSSR und dem Gründungsvertrag der UdSSR. Sie wurde am 6. Juli 1923 von der II. Sitzung des Zentralen Exekutivkomitees (CIK) der Union der Sozialistischen Sowjetrepubliken verabschiedet und trat am 31. Januar 1924 in Kraft. Die sowjetische Verfassung von 1924 war die erste gesamtrussische Verfassung seit den Staatsgrundgesetzen des Russischen Kaiserreichs.
- Am 5. Dezember 1936 wurde die sogenannte Stalin-Verfassung (benannt nach Josef Stalin) vom VIII. außerordentlichen Sowjetkongress der Sowjetunion angenommen und vom Generalsekretär der Kommunistischen Partei der Sowjetunion – damals WKP (B) – Stalin, verkündet. Die Verfassung entstand zur Zeit der „Stalinschen Säuberungen“.
- 1977 ersetzte die sogenannte Breschnew-Verfassung (benannt nach Leonid Breschnew) jene aus dem Jahre 1936. Diese Verfassung blieb bis zur Volksabstimmung über eine neue Verfassung der Russischen Föderation im Jahr 1993, also bis nach dem Ende der Sowjetunion, in Kraft und wurde über 300 mal geändert.

Alle Verfassungen waren nur formell demokratische Verfassungen: weder die Menschenrechte wurden garantiert noch wurden in der Praxis allgemeine und geheime Wahlen abgehalten. Gegen Ende der UdSSR unternahm Michail Gorbatschow unter den Stichworten Glasnost und Perestroika Anstrengungen, tatsächliche demokratische Institutionen einzuführen.
Die Sowjetunion war ein föderalistischer Bundesstaat, gebildet aus den Unionsrepubliken; faktisch war sie ein Einheitsstaat, der von der Russischen SFSR dominiert wurde. Nominell wurde sie demokratisch durch Räte (russisch Совет  ‚Sowjet‘) beziehungsweise das Parlament regiert. Die tatsächliche Macht lag aber stets bei der Führung der Kommunistischen Partei der Sowjetunion, die das Land besonders unter Stalin totalitär, später eher autoritär-diktatorisch regierte. 
Alle drei Verfassungen gewährten den Teilrepubliken das Recht, die Union zu verlassen (Verfassung von 1924 in Artikel 4, Verfassung von 1936 in Artikel 17, Verfassung von 1977 in Artikel 72). Diese Regelung hat vermutlich dazu beigetragen, dass die Abtrennung der baltischen Staaten früh und weitgehend unblutig vollzogen werden konnte. Kurioserweise gehörte die in der Praxis so zentralistische Sowjetunion zu den wenigen Bundesstaaten, die dieses Recht ihren Teilstaaten einräumte.